# Agios Vasileios (Corintia)
Agios Vasileios  este un oraș în Grecia în prefectura Corintia.